# Hans Boesch (Schriftsteller)
Hans Boesch (* 13. März 1926 in Frümsen; † 21. Juni 2003 in Stäfa) war ein Schweizer Schriftsteller.

## Leben
Boesch studierte Tiefbautechnik und arbeitete am Institut für Orts-, Regional- und Landesplanung der ETH Zürich auf dem Gebiet der Verkehrs-Planung. Er veröffentlichte Romane, Satiren und Essays. Mit der Roman-Tetralogie Der Sog, Der Bann, Der Kreis und Schweben schuf er ein Werk, das durch die Lebensgeschichten der Figuren unser Jahrhundert widerspiegelt. Hans Boesch lebte teils in der Nähe von Zürich, teils in den Bündner Alpen.
Sein Archiv befindet sich seit 1993 im Schweizerischen Literaturarchiv in Bern.

## Auszeichnungen
- 1954 Conrad-Ferdinand-Meyer-Preis für Oleander und der junge Os
- 1962 Pro Helvetia-Werkjahr für Die Fliegenfalle
- 1969 Einzelwerkpreis der Schweizerischen Schillerstiftung für Die Fliegenfalle
- 1971 Ehrengabe der Stadt Zürich
- 1971 Werkjahr des Kantons Zürich
- 1975 Werkjahr Pro Helvetia
- 1978 Ehrengabe der Stadt Zürich
- 1983 Literaturpreis des Kantons Aargau
- 1988 Schillerpreis der Zürcher Kantonalbank für Der Sog
- 1989 Bodensee-Literaturpreis der Stadt Überlingen für Der Sog
- 1996 Erster Preisträger des Jaeckle-Treadwell-Preises für das literarische Gesamtwerk
- 1996 Buchpreis der Stadt Zürich für Der Bann
- 1998 Einzelwerkpreis der Schweizerischen Schillerstiftung für Der Kreis
- 1998 Joseph-Breitbach-Preis für Literatur, verliehen von der Akademie der Wissenschaften und der Literatur zu Mainz
- 1998 Ehrengabe der Stadt Zürich für Der Kreis
- 2003 Ehrengabe der UBS-Stiftung

## Werke
- Oleander. Der Jüngling. Lyrik. Tschudy, St. Gallen 1951.
- Pan. Lyrik. Borgis, Sins 1955.
- Der junge Os. Speer, Zürich 1957.
- Das Gerüst. Walter, Olten 1960.
- Die Fliegenfalle. Artemis, Zürich 1968.
- Ein David. Gedichte. Artemis, Zürich 1970.
- Der Mensch im Stadtverkehr. Bebildertes Essay. Artemis, Zürich 1975.
- Der Kiosk. Artemis, Zürich 1978.
- Unternehmen Normkopf. Satiren. Artemis, Zürich 1985.
- Der Sog. Nagel & Kimche, Zürich 1988. (auch: dtv 12630)
- Der Bann. Nagel & Kimche, Zürich 1996. (auch: dtv 12726)
- Der Kreis. Nagel & Kimche, Zürich 1998. (auch: dtv 13230)
- Die sinnliche Stadt. Essays zur modernen Urbanistik. Nagel & Kimche, Zürich 2001.
- Schweben. Nagel & Kimche, Zürich 2003. (auch: dtv 13347)
- Samurai. Erzählungen. Nagel & Kimche, Zürich 2005
- Die Ingenieurs-Trilogie. Das Gerüst – Die Fliegenfalle – Der Kiosk. Chronos, Zürich 2007.